# Cratere Gail
Gail è un cratere sulla superficie di Venere.